# Associatie van Engels slijkgras
De associatie van Engels slijkgras (Spartinetum townsendii) is een associatie uit het slijkgras-verbond (Spartinion).

## Naamgeving en codering
- Syntaxoncode voor Nederland (rVvN): r25Aa02
- Natura2000-habitattypecode (EU-code): H1320

De wetenschappelijke naam Spartinetum townsendii is afgeleid van de botanische naam van een synoniem van de kensoort Engels slijkgras (Spartina anglica, syn. Spartina townsendii).

## Fysiognomie
De vegetatiestructuur van de associatie van Engels slijkgras wordt gekenmerkt door een aspect- en structuurbepalende kruidlaag die wordt gedomineerd door Engels slijkgras. De associatie is van nature soortenarm.

## Ecologie
De associatie van Engels slijkgras gedijt het best op een slibrijke bodem; ze komt hoofdzakelijk tot ontwikkeling in buitendijkse delen van het maritieme getijdenlandschap. Hier komt zij voor op de hogere delen van wadden en in de onderste zones van kwelders. Alhoewel de getijdenwerking goed wordt verdragen is de associatie gevoelig voor sterke golfslag, strenge vorst en ijsgang.